# Frans Mashamaite
Frans Mashamaite es un deportista sudafricano que compitió en taekwondo. Ganó una medalla de plata en el Campeonato Africano de Taekwondo de 2001, en la categoría de –54 kg.

## Palmarés internacional
| Campeonato Africano | Campeonato Africano | Campeonato Africano | Campeonato Africano |
| Año                 | Lugar               | Medalla             | Categoría           |
| ------------------- | ------------------- | ------------------- | ------------------- |
| 2001                | Dakar (Senegal)     | Medalla de plata    | –54 kg              |